# 雨のパスポート
『雨のパスポート』（Catch Me a Spy、To Catch a Spy）は1971年のイギリス、フランスの映画。1969年の小説を原作としている。出演はカーク・ダグラスなど。

## キャスト
| 役名         | 俳優                     | 日本語吹替                                 |
| 役名         | 俳優                     | NETテレビ版                                |
| ------------ | ------------------------ | ------------------------------------------ |
| アンドレ     | カーク・ダグラス         | 宮部昭夫                                   |
| ファビエンヌ | マルレーヌ・ジョベール   | 横山道代                                   |
| トレバー卿   | トレヴァー・ハワード     | 中村正                                     |
| バクスター   | トム・コートネイ         | 納谷六朗                                   |
| ジョン       | パトリック・モワー       | 野島昭生                                   |
| ウェッブ     | ベルナール・ブリエ       | 加藤正之                                   |
| ステファン   | サッシャ・ピトエフ       | 北村弘一                                   |
| ホールデン   | リチャード・ピアーソン   | 今西正男                                   |
| 大使         | ガーフィールド・モーガン | 緑川稔                                     |
| ビクトリア   | アンガラッド・リース     | 塚田恵美子                                 |
| セリア       | イザベル・ディーン       | 島木綿子                                   |
| 執事         |                          | 清川元夢                                   |
| 秘密警察     |                          | 仲木隆司                                   |
| ボーイ       |                          | 石丸博也                                   |
| 老婦人       |                          | 鈴木れい子                                 |
| 生徒(1)      |                          | 中川まり子                                 |
|              |                          |                                            |
| 演出         | 演出                     | 春日正伸                                   |
| 翻訳         | 翻訳                     | 入江敦子                                   |
| 効果         | 効果                     | PAG                                        |
| 調整         | 調整                     | 山田太平                                   |
| 制作         | 制作                     | ザック・プロモーション                     |
| 解説         |                          |                                            |
| 初回放送     | 初回放送                 | 1976年10月2日 『土曜映画劇場』 21:00-22:26 |

## スタッフ
- 監督・脚本：ディック・クレメント
- 製作：スティーヴン・パロス、ピエール・ブロンベルジェ
- 原作：ジョージ・マートン、ティボル・メーライ
- 撮影：クリストファー・チャリス
- 編集：ジョン・ブルーム
- 音楽：クロード・ボラン

日本語版
- 演出：春日正伸
- 翻訳：入江敦子
- 調整：山田太平
- 効果：PAGプロデュース
- 選曲：赤塚不二夫
- プロデューサー：中島孝三
- 制作：NET、ザック・プロモーション